# Unidades de Protección Sinjar
Las Unidades de Resistencia de Sinjar, Unidades de Protección de Sinjar o Unidades de Defensa de Sinjar (en kurdo Yekîneyên Berxwedana Şengalê, siglas YBS o YBŞ, siglas en  español  UPS) es una milicia organizada por yazidíes y formada en Irak en 2007 para proteger la comunidad  Yazidi en Irak y el Kurdistán iraquí como consecuencia de los ataques recibidos por parte del Estado Islámico en las áreas donde son mayoría en 2007.  Es la segunda milicia yazidí más grande, después de la Fuerza de Protección de Sinjar (HPS), aunque es mucho más activa que en la lucha contra Estado Islámico.
Junto con su rama femenina, las Unidades Femeninas Êzidxan (YJÊ) y las HPS, en octubre de 2015 se fundó una estructura de mando conjunta llamada Alianza Sinjar.

## Historia

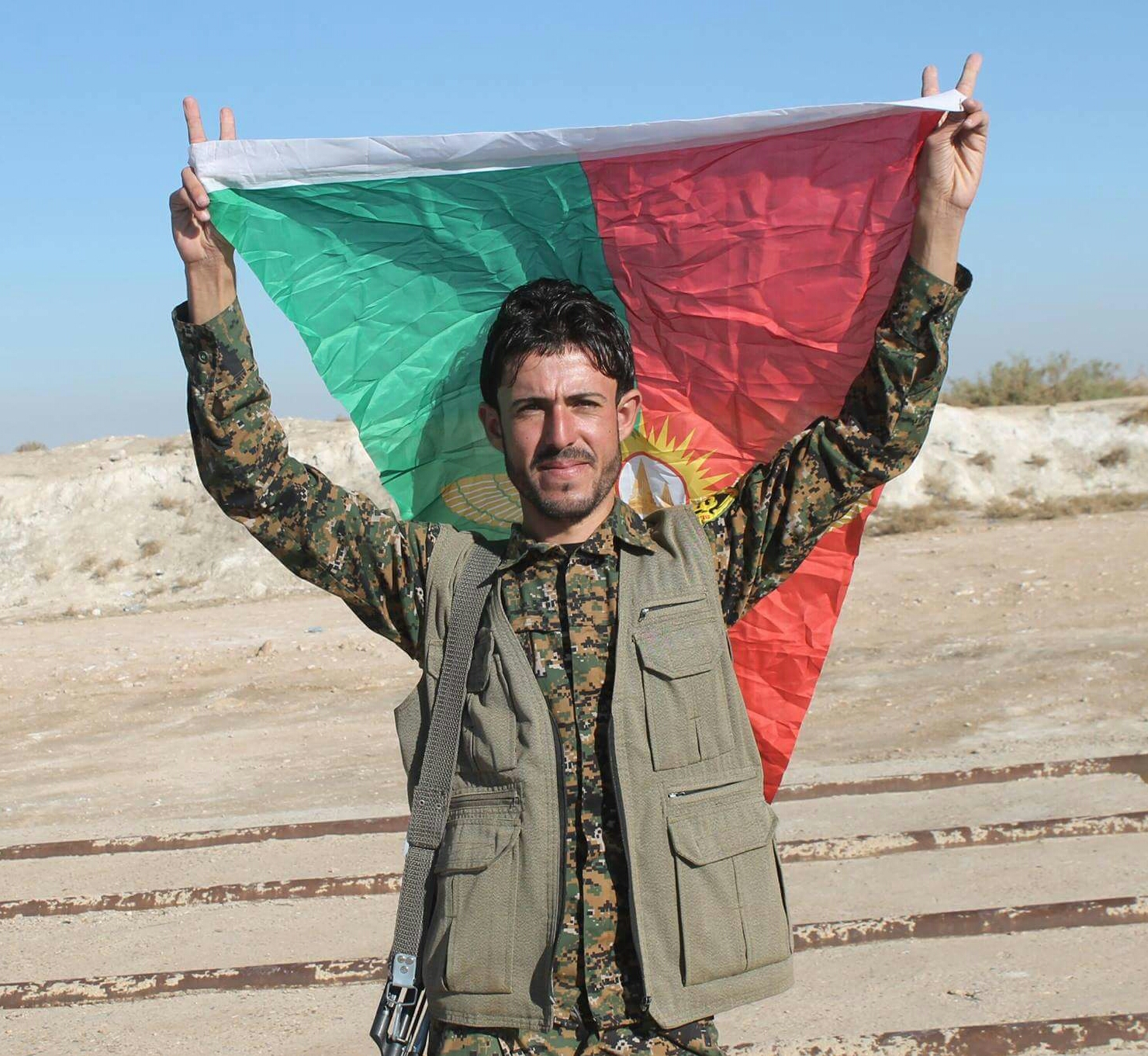
Un combatiente de unidades de resistencia Sinjar llevar la bandera de la milicia.

Las Unidades de Resistencia de Sinjar participaron en agosto de 2014 en la ofensiva en el norte de Irak, matando a al menos 22 combatientes yihadistas de Estado Islámico(EI) y destruyendo 5 vehículos blindados en las proximidades de las montañas de Sinjar.
Cientos de yazidíes recibieron entrenamiento militar por parte de las kurdas Unidades de Protección Popular (YPG) en una base militar en la ciudad de Qamishli, Siria, antes de ser enviados de nuevo a primera línea de fuego en Sinjar. Entonces, las fuerzas cambiarse el nombre para pasar a autodenominarse "Unidades de Resistencia de Sinjar".
El Comandante Sheikh Khairy Khedr murió en acción durante los enfrentamientos de octubre de 2014 en Sinjar.
Desde del abandono de los peshmerga en Sinjar durante las ofensivas de la milicia yihadista para tomar el control, las tensiones entre ambos grupos fueron en aumento, debido principalmente al resentimiento de las milicias iazidites y la desconfianza creada a raíz de los acontecimientos posteriores. Hasta que las milicias del Partido de los Trabajadores del Kurdistán (PKK) no intervinieron, el Estado Islámico propició una matanza sobre la población iazidita en la zona que ha creado tensiones añadidas a la situación.
En octubre de 2015, las YBS participaron en la fundación de la Alianza Sinjar como una estructura de mando conjunta de todos los iazidites. Además del su milicia femenina, las Unidades Femeninas Êzidxan, otras fuerzas iazidites, incluso la Fuerza de Protección de Sinjar (HPS), aliadas de los peshmerga y del gobierno autónomo del Kurdistán iraquí, quisieron integrarse en esta formación paraguas .
Bajo el mando de la Alianza Sinjar, las Unidades de Resistencia de Sinjar participaron en noviembre de 2015 en la ofensiva en Sinjar.